# Kreuzbinden-Pilzkäfer
|                                                                   |                       |
| Abb. 1: Aufsicht, rechts Exemplar mit voll- ständigem Kreuzmuster |                       |
|                                                                   |                       |
| Abb. 2: von vorn                                                  | Abb. 3: Seitenansicht |

Der Kreuzbinden-Pilzkäfer (Mycetina cruciata, ursprünglich als Chrysomela cruciata beschrieben) ist ein Käfer aus der Familie der Stäublingskäfer.

## Merkmale
Kreuzbinden-Pilzkäfer werden 3,8 bis 4,5 Millimeter lang. Die Fühler und die Beine sind schwarz, während der Halsschild sowie die Flügeldecken von oranger bis roter Farbe sind. Den Namen verdankt der Käfer einer schwarzen Kreuzzeichnung auf den Flügeldecken (Abb. 1 rechts). Häufig ist der Querbalken des Kreuzes aufgelöst, der Käfer ist dann entlang der Naht schwarz und trägt auf jeder Flügeldecke einen schwarzen Fleck (übrige Abbildungen).
Die Fühler sind gegliedert, wobei das 9. Fühlerglied von konischer Form ist. Die beiden Endglieder haben die größte Breite. Bei den männlichen Käfern findet sich ein zusätzliches 6. Ventralsegment.
Auch andere Käfer weisen eine ähnliche Färbung und Kreuzzeichnung auf, dazu gehören aus der Familie der Baumschwammkäfer der Vierfleckige Baumschwammkäfer (Mycetophagus quadripustulatus), der allerdings einen rötlichen Kopf und rötliche Beine hat und Mycetophagus quadriguttatus, der ebenfalls rötliche Beine hat, dazu eine undeutlichere Zeichnung auf den Flügeldecken. Aus der Familie der Schwarzkäfer weist der Gelbbindige Schwarzkäfer (Diaperis boleti) eine schwarze Binde auf seinen gelben bis dunkel orangefarbenen Flügeldecken auf, ist aber deutlich größer. Beim Scharlachroten Stäublingskäfer (Endomychus coccineus) aus der gleichen Familie wie der Kreuzbinden-Pilzkäfer ist die schwarze Zeichnung in Punkt- und nicht in Kreuzform.
Die Larven ernähren sich ebenfalls von Pilzen. Sie sind von brauner Farbe. Der segmentierte Rücken weist lappenartige Auswüchse an den Rändern der Segmente auf. Von vorne nach hinten verläuft ein heller dorsalomedianer Strich. Die Larven ähneln denjenigen des Stäublingskäfers Aphorista vittata, der jedoch nur in den Vereinigten Staaten vorkommt.

## Vorkommen und Lebensweise
Kreuzbinden-Pilzkäfer leben bevorzugt in hügeligen bis montanen Regionen bis 1350 Metern Höhe. Ihr Verbreitungsgebiet erstreckt sich über Europa (außer im äußersten Norden) und den Kaukasus.
Man findet sie von April bis September meist auf Unterseiten von liegenden Laub- und Nadelhölzern, welche von Pilzmycelien durchzogen sind, dort oft gemeinsam mit dem Kahnkäfer Scaphidium quadrimaculatum. Zu den Pilzen, von denen sich Kreuzbinden-Pilzkäfer ernähren, gehören zum Beispiel die Reihige Tramete (Antrodia serialis), Zunderschwamm (Fomes fomentarius), der Rotrandige Baumschwamm (Fomitopsis pinicola), der Flache Lackporling (Ganoderma applanatum), der Gemeine Wurzelschwamm (Heterobasidion annosum), der Tannen-Feuerschwamm (Phellinus hartigii) und die Schmetterlings-Tramete (Trametes versicolor).